# Neuenburg am Rhein
Neuenburg am Rhein ou Neuemburgo no Reno é uma cidade da Alemanha, no distrito da Brisgóvia-Alta Floresta Negra, na região administrativa de Friburgo, estado de Baden-Württemberg.